# Derült égből szerelem
A Derült égből szerelem (eredeti cím: Love Happens) 2009-ben bemutatott amerikai romantikus filmdráma, melyet Brandon Camp rendezett. A főbb szerepekben Aaron Eckhart, Jennifer Aniston, Dan Fogler, John Carroll Lynch és Martin Sheen látható..
Az Amerikai Egyesült Államokban 2009. szeptember 18-án mutatta be a Universal Pictures. Magyarországon december 31-én került mozikba. 

## Cselekmény
|  | Alább a cselekmény részletei következnek! |

Burke Ryan (Aaron Eckhart) özvegyember, és a gyász feldolgozásáról ír könyvet amiről előadást tart Seattleben. Az előadás után, Jessica (Sasha Alexander) a fotós készít róla promóciós képeket, és közben arról kérdezi, hogyan halt meg a felesége. Ekkor tudjuk meg, hogy egy autóbalesetben halt meg, ahol a vezetőülés felőli oldal csapódott neki egy oszlopnak, és mivel az asszony vezetett, így Burke megúszta. Mivel Burke több előadást is tart itt, így megszáll egy hotelben. Egyik reggel véletlenül nekiütközik Eloise-nak (Jennifer Aniston), és a nő szó nélkül továbbmegy. Az ütközés miatt a nő elejtette a tollát, amit Burk felvesz, majd a falon lévő képet kicsit elmozdítva a falra az van írva, kibic. Ezt megnézi egy szótárban jelentése: külső szemlélő, ugyanakkor fontoskodó személy.
Burke a bárban találkozik menedzserével amikor megpillantja a nőt megint, aki nem más, mint a virágos lány a hotelben, feladata szép virágok legyenek a vázákban. Gondol egyet és odamegy hozzá, meginvitálja egy kávéra. A nő némának tetteti magát így gyorsan le is koptatja a férfit. Hazafelé menet Eloise beugrik kedveséhez is, visz neki ennivalót, de az asztalon talál egy poharat rúzsfolttal és gyorsan elviharzik. Egyik nap Burke-öt meglátogatja volt apósa, Donald (Martin Sheen) is, és alaposan lehordja, amiért a lánya halálából a férfi nagy felhajtást csinál még akkor is, amikor már 3 év telt el azóta. Másnap Burke könyvdedikálás közben megint megpillantja Eloise-t, aki ezúttal éppen a virágokat egyezteti az egyik hoteles személyzettel, és nagyon meglepődik amikor kiderül a lány nem néma.
Szócsatát vívnak, aminek a végén Burke beint a nőnek és távozik a férfi mosdóba. A nő ezt nem hagyja szó nélkül, utána megy a férfi mosdóba, ahol jól visszavág neki. Burke bocsánatkérésként küld egy virágcsokrot a nő virágboltjába, a kísérőkártyán meghívja őt vacsorára, amire Eloise el is megy. A vacsora rémesen sikerül, hiszen Burke régen nem udvarolt már nőnek, de a végén el is mondja Eloise-nak, aki meghívja őt a virágboltjába. Hogy elfeledtesse Burke-el a rémes vacsorát, Eloise elviszi őt egy Rogue Wave koncertre, de mivel minden jegy elkelt, így egy daruskocsiról nézik végig a koncertet. Egyre jobban kezdik megkedvelni és megismerni egymást. Egyik este amikor a barátaikkal együtt vannak, hazafelé gyalogolva egy temetőn keresztül mennek. Szóba kerül a temetés szó, amit Burke úgy mond el mintha csak egy ünnepség lenne a szertartás. Ekkor kiderül Eloise számára, hogy a férfi nem volt ott felesége temetésén.
Pár napra rá, Burke nyíltan elmondja Eloisenak, nem volt ott a temetésen. Elmondja azt is, feleségének volt egy papagája, és az volt a kívánsága, ha vele történik valami, akkor engedje szabadon a madarat. A nő gondol egyet és azt kéri, menjenek el érte volt apósához és hozzák el a madarat. Burke nem tartja jó ötletnek, mert fél a felesége szülei szemébe nézni. Végül úgy oldja meg, hogy beoson a házba és ellopja a madarat észrevétlenül. A madár szabadon engedése után Burke zaklatott lesz és a dühét Eloise-on vezeti le, így külön-külön mennek haza. Másnap Burke menedzsere összehozza őket és Eloise azt mondja neki, tálaljon ki, különben felemészti a bánat. Burke megfogadja, aznapi előadásán bevallja, ő vezette a kocsit, veszekedtek, esős idő volt, egy kutya az úton tartózkodott, az autó kisodródott a fékezésnél és nekicsapódott egy oszlopnak az anyósülés felőli oldalával. A férfi úgy érzi, ő ölte meg feleségét.
Az előadáson ott van volt apósa is, aki hallja a vallomást. Kicsit megörül végre, hogy az igazat mondja, mert könyvében másképp írta le a balesetet. Megbocsátja neki még az ellopott madarat is, mert már úgyis unta a folytonos lármázását, de arra kéri, legközelebb a bejáraton jöjjön és ne úgy, mint egy tolvaj. A nagy vallomás után Burke úgy érzi, 3 év után ismét itt az idő, hogy boldog legyen és erre a legjobb választás Eloise lesz. Felkeresi a virágboltban a nőt és elcsattan az első csók köztük.
|  | Itt a vége a cselekmény részletezésének! |

## Szereposztás
| Szerep          | Színész            | Magyar Hang    |
| --------------- | ------------------ | -------------- |
| Burke Ryan      | Aaron Eckhart      | Széles László  |
| Eloise Chandler | Jennifer Aniston   | Kökényessy Ági |
| Lane Marshall   | Dan Fogler         | Láng Balázs    |
| Walter Maefield | John Carroll Lynch | Bácskai János  |
| Donald          | Martin Sheen       | Papp János     |
| Marty           | Judy Greer         | Mezei Kitty    |
| Eloise anyja    | Frances Conroy     | Zsolnai Júlia  |
| Jessica         | Sasha Alexander    | Sallai Nóra    |
| Martha          | Ellie Harvie       | Csizmadia Gabi |
| Cynthia         | Michelle Harrison  | Pupos Tímea    |
| Idős hölgy      | Monica Marko       | Bókai Mária    |

## DVD kiadás
A film 2010. április 6-án DVD-n Magyarországon is megjelent.

## Zenei CD
A film zenei CD-jét a Relativity Media Soundtracks jelentette meg 2009. szeptember 14-én.
- Tartalma:

1. Badly Drawn Boy: The Time of Times (3:17)
2. Priscilla Ahn: Dream (3:31)
3. Rogue Wave: Lake Michigan (Live) (5:01)
4. Eels: Fresh Feeling (3:38)
5. The Postal Service: We Will Become Silhouettes (Album) (4:59)
6. Explosions in the Sky: Your Hand In Mine (4:08)
7. John Hiatt: Have A Little Faith in Me (4:01)
8. Helen Stellar: IO (This Time Around) (5:05)
9. Rogue Wave: Everyday (3:38)
10. Christopher Young: Little Wing (Score) (6:02)
11. Christopher Young: Love Happens (Score) (3:22)

## Fogadtatás
A Rotten Tomatoes weboldalon a kritikusi értékelés 18% lett, az olvasók 40%-ra értékelték a filmet. A Metacritic oldalán 33%-ot kapott.
A film 18 millió dollárból készült, első hétvégén 8 dollárt hozott a stúdiónak az Amerikai Egyesült Államokban, ahol összesen 22,9 millió dollárt termelt. Világszerte 36 millió dolláros bevételt ért el. A DVD eladásokból származó összeg 7,8 millió dollárt tesz ki az Egyesült Államokban. Magyarországon az első héten 10,4 millió Ft-ot hozott, a teljes bevétel 20 millió Ft lett.